# دهستان قهاب صرصر
دهستان قهاب صرصر یکی از دهستان‌های شهرستان دامغان در استان سمنان ایران است. این دهستان در بخش امیرآباد جای دارد. بر اساس سرشماری سال ۱۳۸۵، جمعیت این دهستان ۱٬۵۵۹ نفر (۵۳۱ خانوار) بوده است.
این روستا قدیمی‌ترین روستای دامغان می‌باشد که در زمان حمله مغول‌ها کاملاً ویران می‌شود که بازمانده خرابی‌های آن دوره در کنار روستای کنونی و گورستان این روستا می‌باشد. در ضمن در زمان گذشته بیشترین خانوار در بین روستاهای اطراف متعلق به دهستان قهاب صرصر بود. در این روستا بیشتر اهالی دارای نام خانوادگی  طاهری ،جنانی، رضی ابادی، حاجی پروانه، زحمتکش و هوشمند هستند.
مرکز این دهستان، روستای صیدآباد است و دیگر روستاهای مسکونی آن از این قرارند:
- عبدالله‌آباد
- امروان
- الله‌آباد
- بخش‌آباد
- حجاجی
- دولت‌آباد
- رضی‌آباد
- شیرآشیان
- علی‌آباد مطلب خان
- عوض‌آباد
- قدرت‌آباد
- فیروزآباد
- حاجی‌آباد رضوه